# Leptonema aberrans
Leptonema aberrans är en nattsländeart som beskrevs av Flint, Mcalpine och Ross 1987. Leptonema aberrans ingår i släktet Leptonema och familjen ryssjenattsländor. Inga underarter finns listade i Catalogue of Life.